# Егоров, Яков Георгиевич
Я́ков Гео́ргиевич Его́ров (04.01.1892, Антипово, Новгородская губерния — 1957, Москва) — советский государственный и политический деятель, председатель Новосибирского областного исполнительного комитета (1938—1939, и. о.).

## Биография
После окончания в 1905 году трёх классов сельской школы переехал с отцом в Петербург, поступил учиться в экипажную мастерскую и затем работал на автомобильных предприятиях.
С 1914 года служил в русской армии. С марта 1917 — член РСДРП(б). В 1917 году дезертировал и был арестован 18 июля (освобождён 15 сентября).
С сентября 1917 года состоял в Военной организации при ЦК РСДРП(б), затем по июль 1918 служил в русской армии. В 1918 году перешёл в РККА.
С 1920 года занимал партийный и государственные должности: председатель Горкинского, Клинцовского уездных комитетов РКП(б) (Гомельская губерния), затем — председатель исполкома уездного Совета.
В марте 1921 года участвовал в подавлении Кронштадтского мятежа. В 1921—1922 годы — заместитель председателя Гомельского губисполкома.
В 1922—1923 годы работал в Семипалатинской губернии: председатель губисполкома, ответственный секретарь губкома РКП(б). В 1923—1924 годы — на партийной работе в Брянской, затем — в Ярославской губернии: председатель губисполкома (февраль-ноябрь 1924), ответственный секретарь губкома РКП(б) (по апрель 1925).
В 1927 году окончил курсы марксизма-ленинизма при Коммунистической академии.
С 19 декабря 1927 по 26 января 1934 года — член Центральной Контрольной Комиссии ВКП(б). В этот период последовательно занимал должности инспектора Наркомата рабоче-крестьянской инспекции СССР (1927), председателя Смоленской губернской контрольной комиссии ВКП(б) (1927—1929), председателя Западной областной контрольной комиссии ВКП(б) (1929—1930), секретаря Западно-Сибирского краевого комитета ВКП(б) (1930—1932), председателя Казакской краевой контрольной комиссии ВКП(б) (1932 — январь 1934), народного комиссара рабоче-крестьянской инспекции Казакской АССР (1933 — февраль 1934).
26 января—10 февраля 1934 года делегат XVII съезда ВКП(б) с решающим голосом от Казакстанской парторганизации.
С января 1934 по 1938 год — председатель ЦК Союза рабочих добычи золота и платины.
С 7 февраля 1938 по апрель 1939 года исполнял обязанности председателя Новосибирского облисполкома.
В 1939—1941 годы — директор Московского комбината твёрдых сплавов, заместитель начальника Главного управления редких металлов Наркомата цветной металлургии. С ноября 1941 по июль 1942 года руководил организацией и пуском в эксплуатацию завода твёрдых сплавов в Кировграде (Свердловская область), куда был эвакуирован комбинат.
Избирался депутатом (от Новосибирской области) Верховного Совета РСФСР 1-го созыва (1938—1947). Делегат XVIII съезда ВКП(б) (1939).
Умер в Москве в 1957 году. Похоронен на Новодевичьем кладбище (5-й участок, 6-й ряд, место 5).